# Baneuil
Baneuil település Franciaországban, Dordogne megyében. Lakosainak száma 316 fő (2022. január 1.). Baneuil Pressignac-Vicq, Varennes, Cause-de-Clérans, Couze-et-Saint-Front, Lalinde és Saint-Capraise-de-Lalinde községekkel határos.

## Népesség
A település népességének változása:
| Lakosok száma | 260  | 262  | 299  | 362  | 354  | 355  | 347  | 328  | 324  | 316  |
|               | 1968 | 1982 | 1990 | 2006 | 2013 | 2015 | 2017 | 2019 | 2020 | 2022 |